# Lobophytum
Lobophytum ist eine Lederkorallengattung aus der Familie Sarcophytidae, die in den Korallenriffen des Indopazifik vorkommt.

## Merkmale
Wie alle Korallen sind es Tierkolonien, die aus vielen Einzelpolypen bestehen.  
Lobophytum-Arten haben einen kurzen Stamm, auf dem sich ein mit lamellen- oder fingerförmigen Auswüchsen versehener Schirm befindet. Oben auf dem Schirm sitzen die Polypen, von denen es zwei Formen gibt. Die Fresspolypen (Autozoiden) haben acht gefiederte Fangarme und können sich vollständig in den Schirm zurückziehen. Dazwischen sitzen winzige zurückgebildete Schlauchpolypen (Siphonozoide), deren Aufgabe es ist, Wasser in den Körper der Kolonie zu pumpen oder abzulassen. Man sieht von ihnen äußerlich nur kleine Erhebungen bzw. Poren auf dem Schirm der Koralle. 
Lobophytum ähnelt der Lederkorallen-Gattung Sarcophyton, die aber immer nur am Rand des Schirms Auswüchse und Lappen hat.
Wie bei allen Lederkorallen wird auch der Körper von Lobophytum durch kleine Kalknadeln (Sklerite) gestützt. Der Körper der Tiere ist meist cremefarben, gelblich oder hell bräunlich. Wenige Arten schimmern grünlich. Die Polypen haben meist die gleiche Farbe. Bei einigen Arten sind die Autozoiden weiß. Lobophytum leben in einer Endosymbiose mit einzelligen, symbiotischen Algen (Zooxanthellen).
Lobophytum-Arten können in Meerwasseraquarien gehalten werden. Oft erreichen sie auch hier Größen von 50 Zentimeter Durchmesser.
Im World Register of Marine Species sind derzeit 61 gültige Arten aufgelistet (Stand Oktober 2013).